# Juniville
Juniville è un comune francese di 1 258 abitanti situato nel dipartimento delle Ardenne nella regione del Grand Est.

## Società

### Evoluzione demografica
Abitanti censiti

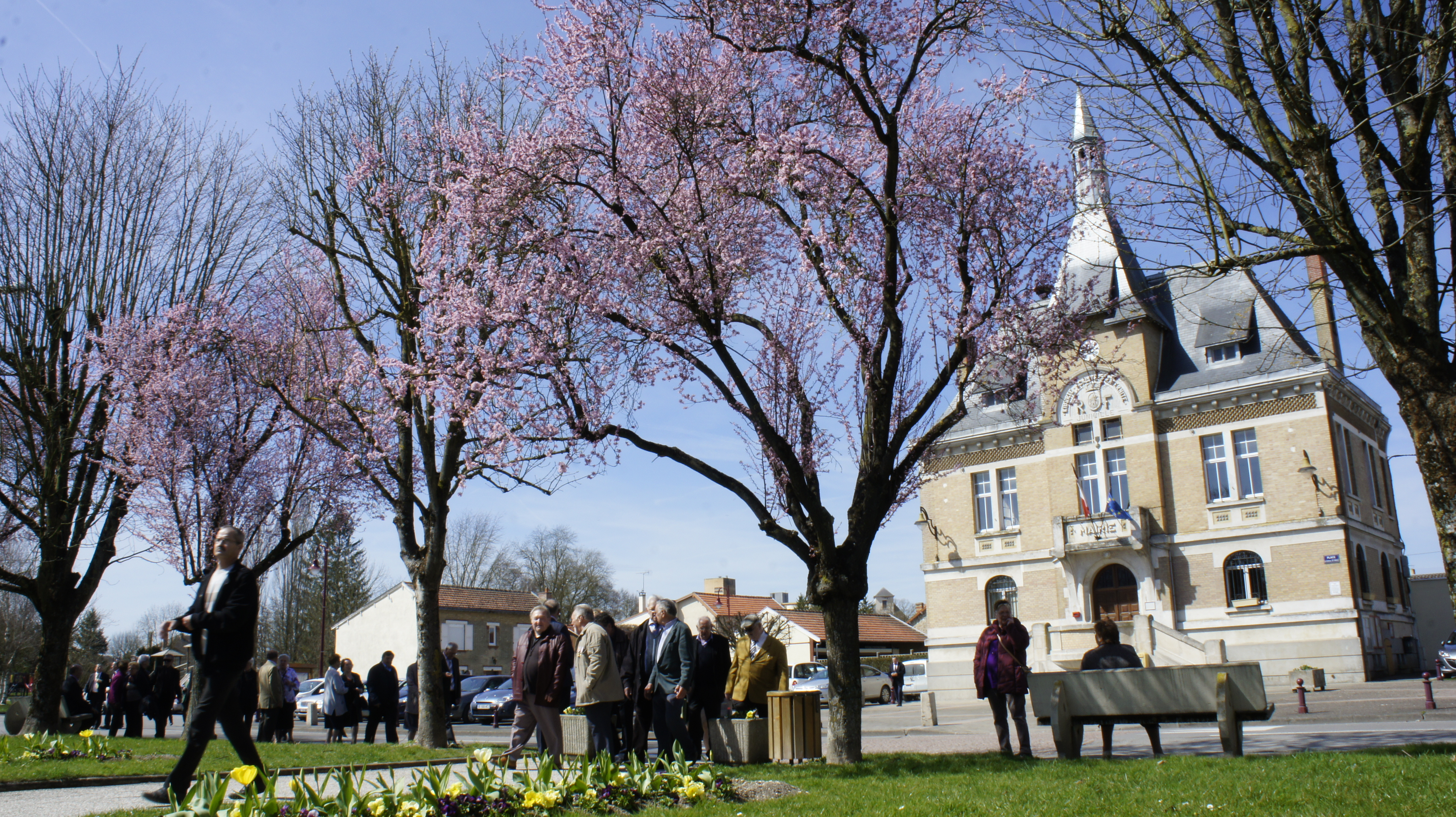
Municipio.
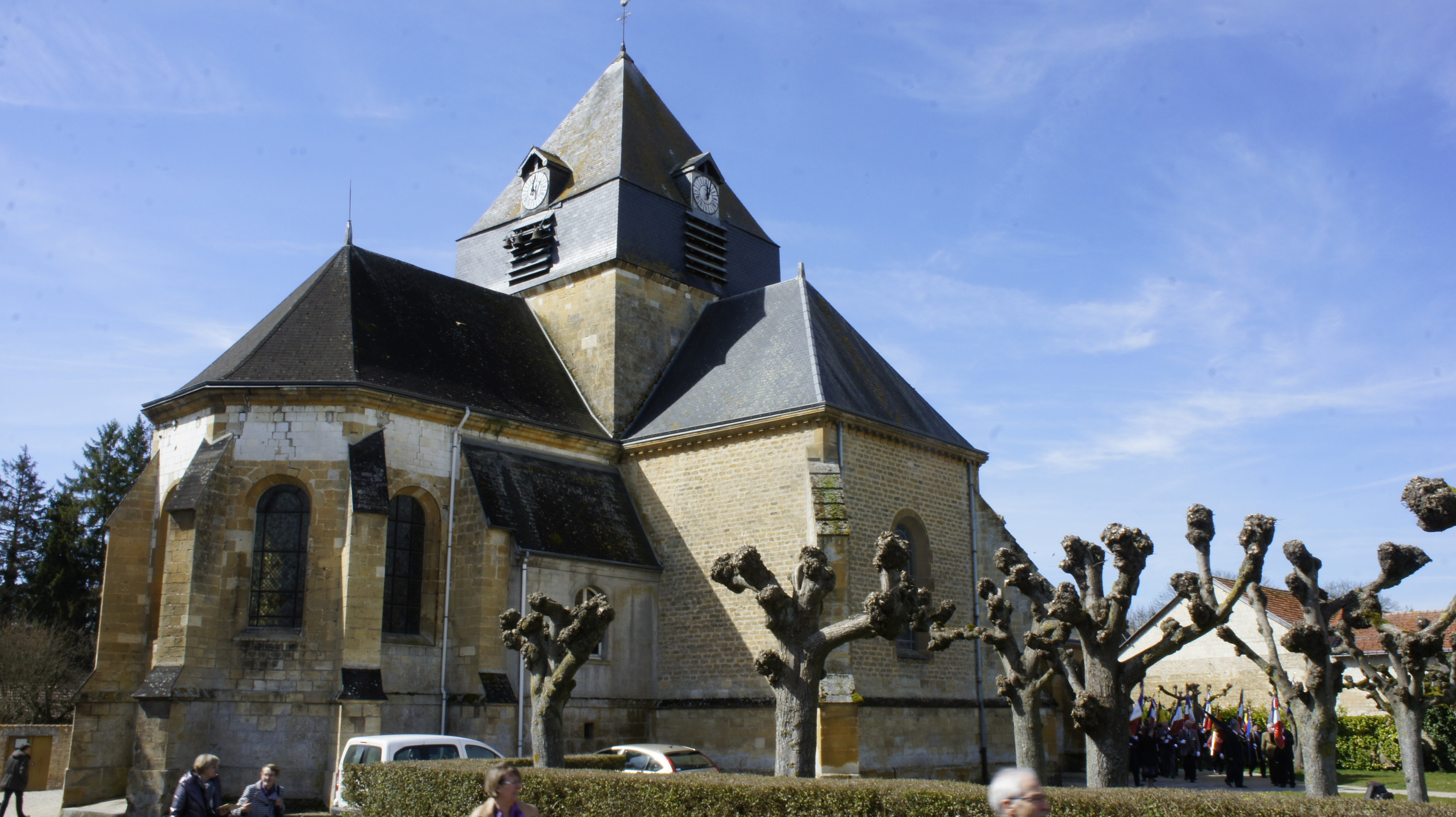
Chiesa.